# سان بوتيتو سانيتيكو
سان بوتيتو سانيتيكو (بالإيطالية: San Potito Sannitico)‏ هي كومونا في مقاطعة كزرتة في منطقة كمبانية الإيطالية، وتقع على بعد 60 كيلومترًا (37 ميلًا) شمال نابولي، و30 كيلومترًا (19 ميلًا) شمال كزرتة.